# Chiesa di San Francesco d'Assisi (Tezze di Piave)
La chiesa di San Francesco d'Assisi è la parrocchiale di Tezze di Piave, frazione di Vazzola, in provincia di Treviso e diocesi di Vittorio Veneto.

## Storia
In origine Tezze faceva riferimento alla pieve di Vazzola: i lavori per la costruzione della chiesa del paese iniziarono solo nel maggio del 1588, dopo la benedizione della prima pietra da parte del vescovo Marcantonio Mocenigo. Nel giugno 1589, dopo nemmeno un anno, era già terminata e fu stabilito di dedicarla a San Francesco d'Assisi. Sorse su un terreno offerto dalla Repubblica di Venezia, di proprietà comunale, ed intorno si costruì un muro di cinta.
L'edificio venne consacrato il 25 marzo 1634 dal vescovo di Ceneda Marcantonio Bragadin, come si può leggere sull'iscrizione posta sopra la porta grande. Il 14 novembre 1659 il vescovo Albertino Barisoni la dichiarava parrocchiale, dopo che la parrocchia stessa era stata ingrandita con l'annessione del borgo Malanotte fino ad allora appartenente alla parrocchia di Soffratta.
Venne ingrandita nel 1762 e restaurata nel 1816, fu tuttavia distrutta assieme al campanile nel corso della Grande Guerra. 
L'attuale parrocchiale venne edificata uguale a quella precedente tra il 1922 ed il 1926 su progetto di Luigi Candiani; fu consacrata la notte di Natale del 1926.

## Descrizione
Lo stile architettonico della chiesa è riconducibile all'ultimo barocco; essa è decorata con immagini per lo più rappresentanti fatti della vita di san Francesco, cui è dedicata. Si tratta di dipinti ad olio su muro, ad eccezione di una tela applicata in tavola nel soffitto del coro, originale del pittore Sanfior di Conegliano. Dietro il coro si trova una pala di San Francesco, opera del pittore Valentino Canever (1879–1930). Vicino alle entrate laterali si trovano due elemosiniere con teste di cherubino, bassorilievo in marmo bianco (1926-27), attribuite allo scultore coneglianese Vittorio Celotti per l'affinità che le ricollega ad alcuni esemplari esistenti in altre chiese del coneglianese. Lo stesso scultore realizzò anche la statua di Sant'Antonio in pietra d'Istria (1926-27) che troviamo sopra uno degli altari laterali.
All'interno della chiesa sono conservate le reliquie di un san Gregorio martire rinvenute nelle catacombe di Roma.